# Baetisca berneri
Baetisca berneri je druh jepice z čeledi Baetiscidae. Přirozeně žije v Severní Americe. Poprvé tento druh popsali Tarter a Kirchner v roce 1978.